# 여의주 (프로게이머)
여의주(1990년 2월 11일 ~ 2011년 11월 17일)는 대한민국의 전 스페셜포스 프로게이머였다.

## 생애
2011년 4월부터 11월까지 MBC게임 HERO와 ESU에서 스페셜포스 프로게이머로 활동했으나 해당 팀들이 자금난으로 해체되자 2011년 10월에 군에 입대하였다. 2011년 11월 12일 군부대에서 보급품을 지급받기 위해 이동하던 중 갑작스러운 두통을 호소하며 쓰러져 병원으로 후송되어 산소 호흡기에 의지하면서 투병했지만 2011년 11월 17일, 경기도 의정부 시내 인근 병원에서 뇌출혈로 사망하였다. 향년 22세.